# عملية نيريتفا 93
عملية نيريتفا 93 كانت عملية لجيش جمهورية البوسنة والهرسك ضد مجلس الدفاع الكرواتي في سبتمبر 1993 على جبهة بطول 200 كيلومتر من غورني فاكوف إلى جنوب موستار وهي واحدة من أكبر عملياتها خلال العام خلال الحرب الكرواتية البوسنية. حقق جيش جمهورية البوسنة والهرسك مكاسب محدودة في منطقة شمال الهرسك وحول موستار لكنه لم يحقق اختراق في جنوب نهر نيريتفا حيث احتفظ مجلس الدفاع الكرواتي بالسيطرة. وتوقفت العملية في أكتوبر. وقتل خلال العملية عشرات المدنيين الكروات في مجزرتا غرابوفيتشا وأوزدول.

## العملية
بعد أن تم الاستيلاء على معظم غورني فاكوف من قبل جيش جمهورية البوسنة والهرسك في أغسطس 1993 تحول القتال نحو بروزور حيث قاتل مجلس الدفاع الكرواتي وجيش جمهورية البوسنة والهرسك خلال الأشهر السابقة في القرى المجاورة. لم يكن لأي منهما سيطرة كاملة على المنطقة لذلك أمضى الجانبان أغسطس وسبتمبر في القتال على طول التلال والهضاب بالقرب من بروزور.
في سبتمبر 1993 شنت الحكومة البوسنية عملية نيريتفا وهي واحدة من أكثر جهودها تعقيد حتى الآن ضد مجلس الدفاع الكرواتي. تم إخضاع وحدات من الفيلق الأول والثالث والرابع والسادس من جيش جمهورية البوسنة والهرسك إلى سفر خليلوفيتش للعملية. شنت قوات جيش جمهورية البوسنة والهرسك هجمات منسقة ضد الجيوب التي تسيطر عليها مجلس الدفاع الكرواتي في وادي لاشفا وعلى خط المواجهة بأكمله من جنوب غورني فاكوف إلى يابلانيكا عبر موستار وإلى الجنوب إلى نهر بونا. تم إرسال وحدات اللواء التاسع واللواء العاشر والكتيبة المستقلة الثانية جميعها تابعة للفيلق الأول في جيش جمهورية البوسنة والهرسك من سراييفو إلى قطاع يابلانيكا.  في منطقة فيتيز أثناء هجوم متزامن من الشمال والجنوب اخترق جيش جمهورية البوسنة والهرسك في وقت ما خطوط مجلس الدفاع الكرواتي في فيتيز ولكن تم إجبارهم في النهاية على العودة.
بين بروزور ويابلانيكا دفع جيش جمهورية البوسنة والهرسك خط المواجهة قليلا إلى الغرب وتقدم جنوبا نحو موستار بعد عدة أيام من القتال. كان تركيز هجوم جيش جمهورية البوسنة والهرسك هو معقل مجلس الدفاع الكرواتي في فردي بالقرب من نهر نيريتفا من أجل السيطرة على الطرق الشمالية والغربية لموستار. في سبتمبر 1993 بعد قصف مدفعي على فردي هاجمته مشاة جيش جمهورية البوسنة والهرسك دون جدوى وتمكنت قوات مجلس الدفاع الكرواتي من صد الهجوم. في موستار وقعت اشتباكات بين قوات جيش جمهورية البوسنة والهرسك ومجلس الدفاع الكرواتي في المدينة وضواحيها بييلو بولي وراشتاني. حقق جيش جمهورية البوسنة والهرسك بعض المكاسب المحدودة من خلال الهجوم من الخارج من المدينة في ثلاثة اتجاهات. رد مجلس الدفاع الكرواتي بقصف مدفعي في 23 سبتمبر على الجزء الشرقي من المدينة الذي يسيطر عليه جيش جمهورية البوسنة والهرسك وهجوم مضاد غير فعال في 24 سبتمبر. أدى استخدام المدفعية من قبل جيش جمهورية البوسنة والهرسك ومجلس الدفاع الكرواتي إلى تدمير المدينة لكن لم يحقق أي من الجانبين مكاسب كبيرة. بعد عدة أيام من المفاوضات تم الاتفاق على وقف إطلاق النار في 3 أكتوبر.

## مجازر غرابوفيتشا وأوزدول
في ليلة 8/9 سبتمبر وقعت مذبحة غرابوفيتشا عندما قتل ما لا يقل عن 33 قروي كرواتي في غرابوفيتشا على أيدي أفراد من اللواء التاسع وأعضاء مجهولين من جيش جمهورية البوسنة والهرسك. وأدين ثلاثة مقاتلين نهاد فلاهوفلياك وحارث رايكيتش وسعيد كاراغيتش لمشاركتهم في عمليات القتل. بعد بضعة أيام في 14 سبتمبر شن جيش جمهورية البوسنة والهرسك هجوم شرق بروزور. خلال هذا الهجوم وقعت مذبحة أوزدول في قرية أوزدول. تسلل 70-100 جندي بوسني عبر خطوط دفاع مجلس الدفاع الكرواتي ووصلوا إلى القرية. بعد الاستيلاء على مركز قيادة مجلس الدفاع الكرواتي انطلقت القوات في موجة قتل. أفادت التقارير أن 29 مدني كرواتي وأسير حرب واحد قتلوا على يد كتيبة بروزور المستقلة وأفراد من قوة الشرطة المحلية.
وجهت المحكمة الجنائية الدولية ليوغوسلافيا السابقة لائحة اتهام ضد قائد جيش جمهورية البوسنة والهرسك سفر خليلوفيتش على أساس المسؤولية الجنائية العليا (المادة 7 (3) من النظام الأساسي للمحكمة) ووجهت إليه تهمة انتهاك قوانين وأعراف الحرب (مقال) 3 - القتل العمد) وتبين أنه غير مذنب.

## ما بعد الكارثة
احتفظ مجلس الدفاع الكرواتي بالسيطرة على المنطقة المحيطة ببروزور وقام بتأمين قواته الخلفية في غرب موستار. تمكن جيش جمهورية البوسنة والهرسك من تأمين الأرض بين يابلانيكا وفردي والسيطرة على الطريق من غرابوفيكا عبر بوتوتشي وفرابتشيتشي إلى شمال شرق موستار.